# مایکل چنگ
مایکل چنگ (انگلیسی: Michael Chang؛ زادهٔ ۲۲ فوریهٔ ۱۹۷۲) تنیس‌باز بازنشستهٔ اهل ایالات متحده آمریکا است.
وی که اصالتی چینی دارد از مطرح‌ترین تنیس‌بازان دهه ۹۰ میلادی بود و در مقطعی از سال ۱۹۹۶ در ردهٔ دوم برترین تنیس‌بازان جهان قرار گرفت. چنگ در حال حاضر مربی تنیس است و تا سال ۲۰۱۴ مربی کی نیشیکوری، تنیس‌باز مطرح ژاپنی، بود.
او در سال ۲۰۰۸ با آمبر لیو، دیگر تنیس باز آمریکایی ازدواج کرد.